# Bahnhof Penrith
Der Bahnhof Penrith (englisch Penrith Railway Station) ist der einzige Bahnhof im gleichnamigen Stadtteil Sydneys.

## Geschichte
Der Bahnhof wurde aufgrund der Erweiterung der Main Western Line im Jahre 1863 eröffnet. Zur Eröffnung bestand der Bahnhof lediglich aus einem Bahnsteig mit einem Gleis, einem Bahnhofsgebäude und Lagerhütten. Das Bahnhofsgebäude beherbergte ein Büro mit Fahrkartenschalter, Toiletten und nach Geschlecht getrennten Wartesälen. Für den aus Holz errichteten Bahnsteig existierte eine Überdachung aus Eisen. Das Gebäude wurde aus Ziegeln errichtet.
Im Jahre 1886 wurde die Strecke von der Ostseite der Stadt erweitert. Zur Verwaltung dieser wurde 1890 ein weiteres Gebäude errichtet, das den Zweck eines Bahnhofsgebäudes erfüllte. 1895 wurde eine Fußgängerbrücke errichtet.
Mit der Elektrifizierung der Linie, die 1955 abgeschlossen war, erfolgten weitere Änderungen am Bahnhof. So wurden der Gleisabstand vergrößert, um den neueren, breiteren Beförderungswagen gerecht zu werden, wobei auch ein Teil der Bahnsteigkante abgetragen werden musste. Die Überdachung an Gleis 3 wurde mit einer Neuen ersetzt, ebenfalls die Fußgängerbrücke.

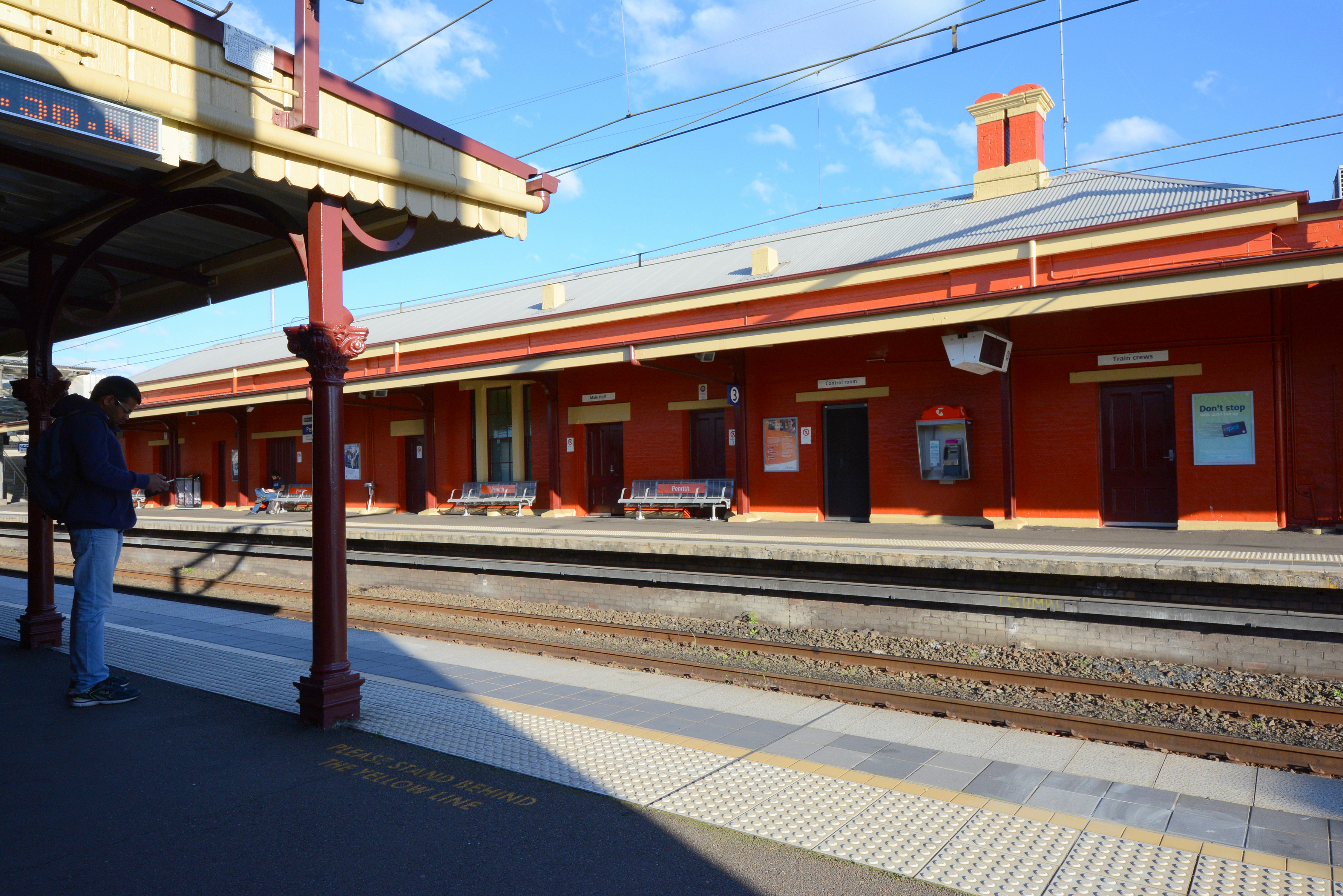
Gleise mit denkmalgeschützten Überdachungen (2015)

1999 wurde das Gebäudeensemble des Bahnhofes in die Denkmalliste von New South Wales, dem State Heritage Inventory, aufgenommen.
Im Zuge der Vorbereitungen für die Olympischen Sommerspiele 2000 erfolgten weitere Veränderungen, da in Penrith u. a. das Sydney International Regatta Centre Schauplatz für die Ruderwettkämpfe war. Der Fußgängerüberweg wurde erneut ersetzt und besteht nun aus der bis heute vorhandenen Konfiguration aus einem über Treppen erreichbaren Überweg mit Aufzügen zu den Gleisen. Seitdem fanden keine grundlegenden Veränderungen am Bahnhof statt.

## Verkehr
Der Bahnhof gilt als wichtiges Bindeglied zwischen Sydney und den Blue Mountains. Penrith wird von der Blue Mountains Line passiert, die außerdem wenige Orte der Metropolregion Sydney abdeckt. Umgekehrt ist Penrith Haltepunkt der in Emu Plains beginnenden Strecke T1, die den Verkehr in das Stadtzentrum bedient. Beide Strecken werden von Sydney Trains bedient.